# 今泉美佳
今泉 美佳（いまいずみ みか）は、日本の大学教授、理学博士。杏林大学医学部医学科教授。研究分野は細胞生物学、内分泌学、病態医化学。

## 人物・経歴
1983年上智大学理工学部化学科卒業。1985年上智大学大学院理工学研究科生物科学専攻博士前期課程修了。1989年同博士後期課程修了（理学博士）、日本学術振興会特別研究員（PD)。1990年国立衛生試験所薬理部研究員。1994年上智大学生命科学研究所助手。2000年杏林大学医学部第2生化学教室助手。2007年同大学准教授。2014年同大学教授。2019年同大学細胞生化学教室教授。
日本生化学会、日本糖尿病学会、日本内分泌学会、日本神経化学会、日本細胞生物学会に所属。